# Suttisak Singkhon
Suttisak Singkhon (thai: สุทธิศักดิ์ สิงขร; Maha Sarakham, 5 ottobre 1996) è un multiplista thailandese, il primo a vincere una medaglia nel decathlon per la Thailandia ai Giochi asiatici.

## Record nazionali
- Decathlon: 7 809 p. ( Giacarta, 26 agosto 2018)
- Eptathlon: 5 332 p. ( Aşgabat, 20 settembre 2017)

## Palmarès
| Anno | Manifestazione               | Sede        | Evento    | Risultato | Prestazione | Note             |
| ---- | ---------------------------- | ----------- | --------- | --------- | ----------- | ---------------- |
| 2015 | Giochi del Sud-est asiatico  | Singapore   | Decathlon | 5º        | 6 556 p.    |                  |
| 2017 | Campionati asiatici          | Bhubaneswar | Decathlon | Oro       | 7 732 p.    | Record nazionale |
| 2017 | Mondiali                     | Londra      | Decathlon | dnf       | dnf         |                  |
| 2017 | Giochi asiatici indoor       | Aşgabat     | Eptathlon | Argento   | 5 332 p.    | Record nazionale |
| 2018 | Giochi asiatici              | Giacarta    | Decathlon | Argento   | 7 809 p.    |                  |
| 2019 | Universiadi                  | Napoli      | Decathlon | Bronzo    | 7 511 p.    |                  |
| 2023 | Campionati asiatici          | Bangkok     | Decathlon | Argento   | 7 626 p.    |                  |
| 2023 | Giochi mondiali universitari | Chengdu     | Decathlon | dnf       | dnf         |                  |
| 2023 | Giochi asiatici              | Hangzhou    | Decathlon | 6º        | 7 239 p.    |                  |